# Mayfield (Kansas)
Mayfield – miasto w Stanach Zjednoczonych, w stanie Kansas, w hrabstwie Sumner.